# Międzyrzeckie Stowarzyszenie Teatralne
Międzyrzeckie Stowarzyszenie Teatralne w Międzyrzecu Podlaskim powstało w 1995 r. z inicjatywy uczniów, młodzieży szkolnej, nauczycieli i miejscowej inteligencji w czasie V Ogólnopolskiego Konkursu Recytatorskiego Literatury Tworzonej na Obczyźnie pn. ”Od Mickiewicza do Miłosza”. Status organizacji pożytku publicznego uzyskało w marcu 2006 r. Ogółem zrzesza 50 członków w tym 2 członków honorowych w osobach piosenkarki Sławy Przybylskiej oraz aktora Mieczysława Kalenika.
Prezesem MST jest poeta Ryszard Kornacki, wiceprezesem : prozaik, satyryk Leszek Sokołowski. 
MST jest wydawcą nieregularnie ukazującego się wydawnictwa literackiego "Pióro Wyobraźni".
Celem stowarzyszenia jest m.in. popularyzowanie i promocja miasta Międzyrzeca Podlaskiego jako tzw. małej Ojczyzny w regionie kraju i zagranica, pobudzanie wrażliwości na piękno języka ojczystego literatury polskiej, wspieranie młodych talentów w dziedzinie teatru i literatury poprzez organizowanie konkursów recytatorskich, literackich, spotkań z twórcami kultury (pisarzami, aktorami, reżyserami, ciekawymi ludźmi, politykami itp.), prowadzenie klubu dyskusyjnego oraz organizowanie czasu wolnego ludziom starszym i młodzieży pracującej a także promocja twórczości uzdolnionej młodzieży poprzez umożliwienie druku utworów w czasopismach regionalnych i ogólnopolskich oraz wydawanie tomików poetyckich i autorskich tekstów nagrodzonych i wyróżnionych w Ogólnopolskim Konkursie Literackim im. M. Konopnickiej dla uczniów szkół podstawowych, gimnazjów i szkół ponadgimnazjalnych.